# Richard Yates, Jr.
Pour les articles homonymes, voir Richard Yates.
Richard Yates, Jr. (11 décembre 1860 – 11 avril 1936) est un homme politique américain qui est gouverneur de l'Illinois de 1901 à 1905 puis représentant pour l'Illinois au Congrès des États-Unis de 1919 à 1933. C'est le fils du gouverneur Richard Yates, Sr.

## Source
- (en) Cet article est partiellement ou en totalité issu de l’article de Wikipédia en anglais intitulé « Richard Yates Jr. » (voir la liste des auteurs)..